# 紫口蟹守螺
紫口蟹守螺（学名：Clypeomorus purpurastoma），是中腹足目蟹守螺科Clypeomorus属的一种。主要分布于越南、台湾，常栖在礁石海岸潮间带。